# Rat Race – Der nackte Wahnsinn
Rat Race – Der nackte Wahnsinn (Rat Race) ist eine US-amerikanisch-kanadische Ensemble-Komödie von Jerry Zucker aus dem Jahr 2001. Seine Premiere hatte der Film am 30. Juli 2001 in den Vereinigten Staaten. In Deutschland wurde er am 29. August 2002 veröffentlicht, in Österreich am folgenden Tag.

## Handlung
Der exzentrische Millionär Donald P. Sinclair besitzt ein Spielcasino in Las Vegas. Für eine exklusive Wette sehr reicher Topspieler lässt er eine Gruppe zufällig ausgewählter Casinogäste an einem verrückten Rennen teilnehmen. In einem Schließfach in Silver City, New Mexico, sind 2 Millionen Dollar deponiert, die derjenige aus der Gruppe erhält, der als Erster vor Ort eintrifft.
Die bunt gemischte Truppe macht sich mit verschiedenen Mitteln auf den Weg. Dabei stellen sie sich zum Teil aber so ungeschickt an, dass sie in die unterschiedlichsten Situationen verwickelt werden:
- Der Narkoleptiker Enrico Pollini wird von einem Kurier mitgenommen, der ein Herztransplantat nach El Paso bringen soll. Neugierig nehmen sie es unterwegs aus der Kühlbox. Dabei fällt es aus dem Autofenster und wird von einem streunenden Hund apportiert. Der Kurier will nun Enrico umbringen, um so an ein frisches Herz zu gelangen. In letzter Sekunde springt Enrico auf einen vorbeifahrenden Zug.

- Die Familie Pear, die jüdischen Glaubens ist, legt auf dem Weg beim Barbie-Museum eine Pause ein. Allerdings ist es nicht der Barbie-Puppe, sondern SS-Kriegsverbrecher Klaus Barbie gewidmet. Um zu fliehen, muss die Familie Hitlers Reisewagen stehlen, der zu den Exponaten gehört. Damit landen sie versehentlich inmitten einer Versammlung amerikanischer Veteranen des Zweiten Weltkriegs, die das für einen sehr schlechten Scherz halten. Randall Pear betäubt schließlich seine Familie, welche keine Lust mehr hat. Mit der Hilfe eines Truckers erreichen sie schließlich das Ziel.

- Die trotteligen Brüder Duane und Blaine Cody stürzen von einem Unglück in das nächste, verhindern dabei, dass überhaupt ein Flugzeug vom Airport abheben kann, indem sie eine Anlage zerstören, bis sie schließlich versuchen, mit einem Heißluftballon voranzukommen. Dabei verfängt sich eine Kuh im Halteseil des Ballonkorbes.

- Vera Baker hat gerade nach vielen Jahren ihre Tochter Merrill wiedergefunden, als sie in das Rennabenteuer steuert. Bei einer verrückten Händlerin, die lebende Eichhörnchen verkauft, fragen sie nach dem Weg. Weil sie ihr kein Eichhörnchen abkaufen wollen, lockt sie die beiden Frauen in eine teuflische Falle. Nur mit Hilfe eines Hochgeschwindigkeits-Rennwagens, den sie bei einem Rekordversuch in der Wüste klauen, können sie sich aus ihrer aussichtslosen Lage befreien. Die beiden erreichen schließlich in einem Bus einer Psychiatrie Silver City.

- Der Footballschiedsrichter Owen Templeton versucht mit dem Taxi sein Ziel zu erreichen. Leider erkennt ihn der Taxifahrer, der durch eine Fehlentscheidung von Owen kürzlich viel Geld verloren hat und setzt ihn mitten in der Wüste ab. Nach einem anstrengenden Gewaltmarsch stößt er auf eine Gruppe kreischender I-Love-Lucy-Fans und dient sich als Busfahrer an. Als er eine Panne hatte, verfolgen ihn die Lucy-Fans, nachdem er ihnen gestanden hat, dass er kein Busfahrer ist. Er erreicht am Ende mit einem Pferd das Ziel.

- Der junge Anwalt Nick, der eigentlich gar nicht an dem Rennen teilnehmen wollte, heuert die hübsche Hubschrauberpilotin Tracy an, da aufgrund der Sabotage durch die beiden Brüder keine Tragflächenflugzeuge starten können. Der Helikopterflug soll ihm einen signifikanten Vorsprung verschaffen. Dummerweise beobachtet Tracy während des Fluges ihren Freund aus der Luft, wie der sie gerade mit seiner Ex-Freundin im Pool betrügt. Rasend vor Eifersucht verfolgt sie den untreuen Lover und muss dabei notlanden. Nick hat sich inzwischen in sie verliebt und gemeinsam setzen sie das Rennen fort.

Die Teilnehmer erreichen schließlich alle gleichzeitig Silver City. Enrico, welcher als erstes das Schließfach erreicht hat, schläft ein, bevor er das Geld nehmen kann. Als die anderen Teilnehmer das Schließfach öffnen, bemerken sie, dass das Geld mittlerweile von Sinclairs Anwalt Harold Grisham gestohlen wurde. Auf der Jagd nach dem gestohlenen Geld, welches mit dem Heißluftballon der beiden Brüder davonfliegt, landen sie auf einer Bühne, wo gerade die Band Smash Mouth ein Benefizkonzert für obdachlose Kinder beginnt. Schließlich spenden sie die 2 Millionen Dollar. Donald Sinclair und seine Wettgenossen sehen sich am Ende zähneknirschend gezwungen, das Spendenaufkommen des Abends aus eigener Tasche zu verdoppeln, welches am Ende des Filmes bei über 19 Millionen liegt.

## Rezeption
Rat Race erhielt gemischte Kritiken. Auf Metacritic erhielt die Komödie eine Wertung von 52 Prozent aus 26 Kritiken, davon waren 13 positiv und 7 negativ. Bei Rotten Tomatoes erfolgte eine Bewertung mit 44 Prozent auf Grundlage von 126 Reviews, von denen 55 als positiv und 71 als negativ angesehen werden; durchschnittlich wurden 4,9 von 10 Punkten für den Film vergeben. Die Kritik zusammenfassend springe Rat Race von einem visuellen Gag zum nächsten, von denen allerdings nur eine Handvoll wirklich witzig seien. („Rat Race moves from one sight gag to another, but only a handful of them are genuinely funny.“)
Das Lexikon des internationalen Films sieht „[e]ine turbulente Komödie, die zwar zu keiner geschlossenen Form findet, ihre Figuren aber bei aller Nähe zur Karikatur mit liebenswerten Zügen ausstattet.“
Für Mick LaSalle vom San Francisco Chronicle steht die Komödie in Genre-Tradition zu Eine total, total verrückte Welt von 1963. Mit seiner warmen Art von Anarchie sei Rat Race der lustigste Film seit South Park: Der Film zwei Jahre zuvor.
Rat Race beziehe seinen Humor nicht nur in Anlehnung an Filme wie Eine total, total verrückte Welt sondern auch aus den Unfällen, Verfolgungsjagden und Schreien der Stummfilmzeit, so Kenneth Turan im August 2001 in der Los Angeles Times. Der Plot bleibe jedoch nur Anlass die Handlung anzuschieben, die teils ins Fieberhafte abdrifte. Die Besetzung sei bis in die Nebenrollen gelungen, besonders hervorzuheben sei dennoch das geniale Spiel von Rowan Atkinson.
Desson Thomson schrieb in der Washington Post, dass die Komödie nicht als einer der besseren Zucker-Filme gelten werde, er habe ihn jedoch lustiger gemacht, als erwartet.
Robert Wilonsky (New Times LA) sieht in Rat Race einen dummen Film mit seltenen – vielleicht nur zufälligen – pfiffigen Momenten, die nur noch mehr aufzeigen würden, wie banal der Film sei.

## Auszeichnungen
Für die Helikopter-Jagd durch den Straßenverkehr wurde Glenn J. Smith 2002 für den World Stunt Award nominiert.

## Bezüge zu anderen Filmen
Die Handlung des Films folgt, wenn auch anders motiviert, im Wesentlichen dem Film Eine total, total verrückte Welt aus dem Jahr 1963.